# Boris Skossyreff
Boris Skossyreff (en ruso,  Борис Михайлович Скосырев; Vilna, Imperio ruso, 12 de enero de 1896-Boppard, Alemania Occidental, 27 de febrero de 1989) fue un aventurero y estafador ruso que se autoproclamó rey de Andorra como Boris I con el supuesto apoyo del Consejo General de los Valles. 

## Vida y orígenes
Boris Skossyreff pertenecía a una familia de la pequeña nobleza rusa que se había distinguido en los ejércitos del zar.
Durante la I Guerra Mundial es expulsado como cadete de la academia naval. Al estallar la Revolución rusa de 1917, se enrola como traductor al servicio de las tropas expedicionarias británicas y en 1918 consigue ser evacuado al Reino Unido cuando se retiran de Rusia. Su personalidad, empatía y facilidad de idiomas le hicieron ganar una gran simpatía entre las personas.
Tras ser expulsado de Inglaterra por utilizar cheques sin fondos, en 1920 viaja a Polonia, donde reside su madre. Con el dinero que ella le proporciona va a Alemania donde lo derrocha en una vida fácil entre casinos y lugares turísticos. Luego vuelve a falsificar cheques, es detenido y pasa casi tres años en prisión. Él contará luego que fue enviado como agente de los servicios secretos británicos a Alemania y que, tras ser descubierto, fue a la cárcel por alta traición. Tras ser liberado y expulsado consigue que le admitan en Holanda, donde le proporcionan un pasaporte Nansen (el que se expedía a los apátridas). Sigue utilizando cheques falsos y tiene que huir para evitar que le detengan.
Años más tarde Boris pretendió haber trabajado al servicio de la casa real holandesa —sin especificar el cargo— y haber sido recompensado por la reina Guillermina I con el título inexistente de "conde de Orange".
Viaja por Suiza, Francia, Andorra y España. Se reúne en el sur de Francia con su madre, que se había establecido allí. En 1924 le detienen y condenan por varios delitos de estafa y, seguidamente, le extraditan a Suiza donde también es juzgado y condenado. Tiene suerte ya que pronto le excarcelan y expulsan de Suiza y consigue que le permitan residir provisionalmente en Francia. Va a París con su amante, Marie Louise Parat, una marsellesa de buena familia. A principios de 1926 le entregan una orden de expulsión y ambos se trasladan a Italia. En 1930 vuelven a Francia y de nuevo Boris es detenido y condenado por diversas falsificaciones y estafas.
En 1931 sale de la cárcel y se casa con Marie Louise. En su acta de matrimonio, suprimió una ‘s’ y cambió las ‘f’ por una ‘w’: Skosyrew, declarándose hijo de Michel de Skosyrew y de Elisabeth Mawrusow. La novia estaba divorciada de un sastre y era diez años mayor que él. Pese a sus muchos intentos, Skossyreff no consigue que le otorguen ni la nacionalidad francesa ni un permiso de residencia, así que se va a España, primero a Cataluña, se establece en Sitges y Villanueva y Geltrú, y luego a Mallorca. Intenta introducirse en la alta sociedad de Palma de Mallorca, trapichea con droga y conoce a Florence Marmon, una acaudalada norteamericana a la que embauca haciéndose pasar por un aristócrata y militar retirado. 

## Primera estancia en Andorra
Según Gerhard Lang-Valchs, es reclutado por los servicios secretos alemanes (los nazis acababan de tomar el poder) y enviado a Andorra con la misión de actuar contra los intereses franceses. Viaja con sus dos amantes, la inglesa Phyllis Peel Heard que hace de secretaria y la norteamericana Florence Marmon que sueña con ser la futura reina de Andorra. Lanza una propuesta inspirada en otra anterior de un empresario de Chicago, convertir Andorra en un nuevo Mónaco creando un paraíso del turismo y del juego que atraería inversores de todo el mundo gracias a unas condiciones fiscales favorables, con el propósito de fomentar las inclinaciones independentistas y desestabilizar el país. La propuesta es rechazada por el Consejo General de los Valles de Andorra y una segunda propuesta en mayo de 1934 provoca su expulsión.

## «Exilio» en la Seo de Urgel
Boris se «exilió» en la Seo de Urgel y se instaló en el Hotel Mundial, donde comenzó a comportarse como un monarca e inició una fuerte campaña de marketing que atrajo el interés de la prensa. Concedió numerosas entrevistas a los medios que fueron a visitarle e, incluso, algunas entrevistas telefónicas a los diarios The Times y The Daily Herald, con frecuencia ofrecía versiones contradictorias sobre su propia vida y sobre sus planes.
Del 29 de mayo al 5 de julio se trasladó a Torredembarra, donde proyectó una nueva ofensiva. Boris se puso en contacto con diversas agrupaciones legitimistas del sur de Francia. En Perpiñán consiguió hacer llegar sus planes al representante del duque de Guisa, Juan de Orleans, pretendiente al trono de Francia. Su argumentación se basaba en que los jefes de Estado francés continuaban teniendo los derechos y funciones de los copríncipes de Andorra, dominio privado de la Casa de Orleans, como heredera legítima de la dinastía de Foix.
Los legitimistas franceses se hicieron eco de la pretensión en sus boletines. Mientras tanto, el duque de Guisa, no se pronunció. Pero Boris ya se proclamaba, sin ninguna autorización, lugarteniente del rey de Francia. Sin embargo, tiempo después, en una entrevista al diario madrileño La Libertad confesaba que «no tengo ningún derecho histórico para mi pretensión. Lo hago únicamente como caballero para entender que defiendo los derechos de los españoles que residen en Andorra y son vejados por la república vecina». 
Skossyreff concedió visitas, hizo recepciones oficiales y organizó numerosos actos como una misa por el presidente de la región española de Cataluña, Francesc Macià, muerto el invierno anterior, o sesiones fotográficas para hacer postales monárquicas y escribió en sus borradores para el futuro Boletín Oficial del renovado país:

Su Alteza el Príncipe ha concedido entrevistas al diario La Nación, de Buenos Aires, y Ahora, de Madrid. Con la asistencia de Su Alteza el Príncipe, se celebrará una misa para el descanso del alma de Ermesenda de Castellbò, condesa de Foix. Las honorables corporaciones del país estarán representadas en el acto.

El pretendiente al trono también hizo imprimir unos folletos que decían:

Su Alteza Real el duque de Guisa pide a los tribunales que le sean restituidos los bienes y derechos situados fuera de Francia que le fueron legados por sus antecesores, como herederos de los condes de Foix y de Bearn, príncipes de Andorra. Los andorranos se sienten administrados contra su voluntad por el señor Lebrun, presidente de la República francesa, que se hace decir copríncipe y no es el heredero de la Corona de Francia.

Se redacta una innovadora Carta Constitucional andorrana que modificaba sustancialmente el sistema político andorrano tradicional. El Coprincipado tendría libertades, modernización, inversiones extranjeras y el reconocimiento de paraíso fiscal. Boris I imprimió 10 000 ejemplares de su Constitución y los entregó a personalidades españolas y francesas. Uno de estos, que fue a parar a las manos del obispo de Urgel, monseñor Justí Guitart i Vilardebó, desencadenó las hostilidades por parte del prelado, que desautorizó totalmente al pretendiente en unas declaraciones en la prensa leridana, donde decía que los únicos copríncipes de Andorra eran él y el presidente de la República Francesa.

## «Reinado» de Boris I
Skossyreff, desde Seo de Urgel, el 11 de julio de 1934 se autoproclama príncipe soberano, consiguiendo la atención de la prensa internacional, y declara la guerra al obispo de Seo de Urgel. 
En un encuentro con periodistas, "Boris I" afirmó que tenía preparada la lista del gobierno provisional que conduciría el país hasta las elecciones, y el plan que debía impulsar su nuevo reino: 

protección al necesitado, educación universal y deporte, mucho deporte. Pero nada de juegos prohibidos.

Skossyreff afirmaba querer convertir Andorra en un faro económico y social en el sur de Europa y que gracias a sus políticas se alcanzarían cotas de bienestar social y prosperidad nunca antes vistas en el Principado.

## Detención y exilio definitivo
"Boris I" es detenido el 20 de julio por policías españoles enviados desde Barcelona ante el temor de que toda la publicidad en la prensa deteriore las relaciones entre España, Francia y Andorra.  Aunque debía de tener algunos apoyos en Andorra, su propia conducta frívola impidió que sus planes salieran adelante.  
A la mañana siguiente fue trasladado a Barcelona y puesto a disposición del juez Bellón, encargado de los casos relacionados con la Ley de Vagos y Maleantes española. Este mismo juez comprobó que Boris I era en realidad "el señor Skossyreff", que había sido expulsado de Mallorca en 1932 cuando vivía con una millonaria británica.
El 23 de julio fue trasladado en tren hacia Madrid, acompañado de dos agentes. Esto no impidió que su llegada a la capital española despertase una enorme expectación, haciendo que los periodistas congregados se peleasen para hablar con él y entrevistarlo para sus rotativos. Tras el juicio ingresó en la Cárcel Modelo de Madrid y poco después fue condenado y expulsado a Portugal, viajando también a Gibraltar y al norte de África. En 1938 viajaría, con la autorización del gobierno francés, a Aix-en-Provence, donde se reunió con su primera esposa, en febrero de 1939.
El gobierno francés lo recluyó en un campo de internamiento para extranjeros. En 1942 los alemanes le reclutan en ese campo como trabajador voluntario y le envían a Berlín, donde se reúne con él su mujer, y trabaja como traductor. Gracias a los contactos de una prima suya que se había nacionalizado alemana entra como oficial (Sonderführer) en la policía militar y es enviado al frente ruso donde actúa como intérprete en interrogatorios de prisioneros.
Al finalizar la guerra es hecho prisionero por los americanos, que lo liberan enseguida, se instala con su mujer en Boppard, zona de ocupación francesa, y trata de que le reconozcan la nacionalidad alemana afirmando que la tiene en el cuestionario de desnazificación que le hacen cumplimentar; afirma también haber estado afiliado al Partido Nazi y tener un doctorado en Derecho por la Universidad de Jena obtenido en 1923.
No le conceden documentación y es hostigado por la policía militar francesa; se traslada a la zona soviética, quizás actuando como agente del nuevo servicio de inteligencia alemán que están organizando los americanos, donde es detenido y juzgado. Se hace pasar por un nazi alemán como mal menor para evitar que le fusilen de inmediato como espía o como ruso traidor. Le condenan a veinticinco años en un campo de reeducación y le envían a Siberia. Es liberado en 1956 tras la normalización de relaciones entre la Unión Soviética y Alemania Occidental.
Vive sus últimos años en Boppard con su esposa, la cual muere en 1965, relatando su vida adornada de muchas fantasías a algunos periodistas e intentando la publicación de su autobiografía. Cuenta que fue elegido como rey de Andorra por el Consejo General de los Valles, pero que solo pudo reinar diez días ya que el obispo de Seo de Urgel hizo que enviaran a la Guardia Civil para detenerlo. Es una leyenda recogida por muchos periodistas y algunos escritores y que se suele tomar como verdad.
Logra también que se publique en 1982 una biografía, Der Mann in Jalta: Hitlers geheimer Auftrag an Boris v. Skossyreff, firmada por Eberhardt v. Zwehl, un probable seudónimo, en una pequeña editorial de extrema derecha.  En este libro se expone otra aventura ficticia de Skossyreff, aún más fantasiosa que la de su supuesto reinado en Andorra, y que no consigue el mismo éxito. Se presenta a Skossyreff como un agente secreto alemán que está presente en muchos momentos culminantes de la historia europea. Se codea con los zares de Rusia, con Lenin o con Stalin en la época de la Revolución rusa, más tarde con Churchill en Inglaterra y con Hitler o Goebbels durante la II Guerra Mundial. Se entrevista con el Führer en su búnker en marzo de 1945, a su vuelta de la conferencia de Yalta donde se había infiltrado haciéndose pasar por un oficial francés (los franceses no participaron en la conferencia), y le comunica que los aliados piensan lanzar la bomba atómica contra Alemania. Ello convence a Hitler de que todo está perdido y, antes de suicidarse, ordena a sus generales que negocien la rendición.   
Contrae matrimonio en 1969 con una alemana mucho más joven que él, Roswitha, a la que había dejado embarazada, aunque se divorcian un año después. Fallece en 1989 en una residencia de ancianos.